# Berge (Osnabrücki járás)
Berge település Németországban, azon belül Alsó-Szászország tartományban. Lakosainak száma 3609 fő (2023. december 31.). Berge Bippen, Dohren, Herzlake, Menslage és Eggermühlen községekkel határos.

## Népesség
A település népességének változása:
| Lakosok száma | 3591 | 3503 | 3524 | 3547 | 3587 | 3617 | 3609 |
|               | 2014 | 2016 | 2017 | 2019 | 2021 | 2022 | 2023 |